# Statue du Christ d'Abajah
La statue du Christ d'Abajah est une statue monumentale représentant Jésus-Christ et dressée à proximité de l'église catholique Saint-Aloysius dans le village d'Abajah (ou Agbajah) au Nigeria. Financée par l'homme d'affaires Obinna Onuoha, elle a été réalisée par une entreprise chinoise et inaugurée le 1er janvier 2016.

## Caractéristiques
Commandée en 2013 et construite en marbre blanc, la statue mesure 8,53 mètres de haut et pèse 40 tonnes. Cela fait d'elle la cinquième plus haute statue du continent africain. Officiellement intitulée Jesus the Greatest, elle représente Jésus, pieds nus et bras ouverts, symbole de rédemption.